# مناولة يدوية
يقصد بمصطلح المناولة اليدوية للحمولة (MHL) أو المناولة اليدوية للمواد (MMH) أو النقل والتفريغ (في أستراليا) استخدام الجسم البشري لرفع حمولة أو تنزيلها أو ملئها أو تفريغها أو نقلها. من الممكن أن تكون الحمولة كائنًا حيًا (إنسان أو حيوان) أو جمادًا (أي جسم). تتطلب معظم أنظمة التصنيع أو التوزيع بعض مهام المناولة اليدوية. ونظرًا لزيادة الطلب في الآونة الأخيرة، فإن أسعار العمال في دول الاتحاد الأوروبي الخمسة والعشرين اللذين يعملون في حمل أو نقل الأحمال الثقيلة ما زالت مرتفعة (34.5%)، وتصل إلى 38.0% في دول الاتحاد الأوروبي العشرة. وعندما يتم إجراء هذه المهام بطريقة خاطئة أو بشكل مفرط، فإنها قد تعرض العمال لعوامل المخاطر البدنية والإرهاق الشديد والإصابة. وهناك العديد من أساليب وأدوات المناولة اليدوية للمواد التي تساعد في التخفيف من هذه المشاكل المحتملة.

## مخاطر المناولة اليدوية
قد تنطوي أي وظيفة بها عمل ثقيل أو مناولة يدوية للمواد على مخاطر شديدة تتمثل في التعرض للإصابة أثناء أداء هذه الوظيفة. وتشتمل المناولة اليدوية للمواد على الرفع، ولكن تشمل أيضًا الصعود لأعلى والدفع والسحب والدوران، وجميعها تنطوي على مخاطر إصابة في الظهر. وتسهم المناولة اليدوية للمواد في نسبة كبيرة من حالات الإصابات العضلية الهيكيلية التي تبلغ 1.1 مليون حالة سنويًا في الولايات المتحدة الأمريكية. وغالبًا ما تشمل الإصابات العضلية الهيكلية على التواء ورض في الظهر والكتفين والأطراف العليا. وقد تتضمن الأعمال التي تنطوي على خطر محتمل كلاً من الانثناء والالتواء وتكرار الحركات ونقل أحمال ثقيلة أو رفعها والبقاء لمدة طويلة في أوضاع ثابتة. ومن الممكن أن تؤدي المناولة اليدوية للمواد في ظل هذه الظروف إلى تلف العضلات والأوتار والأربطة والأعصاب والأوعية الدموية.

## أساليب المناولة اليدوية الآمنة
من الممكن أن يؤدي تدخل الهندسة البشرية في المناولة اليدوية إلى التقليل من الإصابات وزيادة القدرة الإنتاجية للعمال.

### الرفع
من الممكن أن يؤدي رفع الحاويات إلى التواء الفقرات القطنية عند رفعها بطريقة غير مناسبة. ومن بين أساليب الرفع المريحة للجسم الاحتفاظ بالأحمال بالقرب من الجسم وبالقرب من مركز جاذبية الشخص باستخدام أوضاع القدم القطرية وتحريك الأحمال إلى مستوى ارتفاع الخصر بدلاً من تحريكها مباشرة من الأرض.

### الصعود
عند الصعود أثناء نقل أي حمولة، فإن المناولة الآمنة للمواد تتطلب المحافظة على ملامسة السلالم في ثلاث نقاط (اليدين وقدم واحدة أو كلتا القدمين ويد واحدة). وتتطلب الأحمال الضخمة وجود شخص آخر أو وسيلة ميكانيكية للمساعدة.

### الدفع والسحب
قد تتطلب المناولة اليدوية للمواد الدفع أو السحب. بوجه عام، يكون الدفع أسهل من السحب. ومن المهم استخدام كلا الذراعين والساقين لتوفير القوة اللازمة للبدء في الدفع.

### الدوران
عند تحريك الحاويات، فإن المتعاملين معها يكونون بأمان عندما يقومون بلف الأكتاف والأوراك والأقدام مع المحافظة على بقاء الحمولة أمامهم في جميع الأوقات بدلاً من لي الظهر. فالجزء السفلي من ظهر غير مصممم للدوران أو اللي المتكرر.

## وصلات خارجية
- Ergonomic Guidelines for Manual Material Handling, from Cal/OSHA
- Hazards and risks associated with manual handling of loads in the workplace الوكالة الأوروبية للسلامة والصحة في العمل (EU-OSHA)
- Manual handling code of practice WA
- Manual Handling pathfinder
- Manual Handling Training
- Development of a screening method for manual handling by RA Graveling and others. Institute of Occupational Medicine Research Report TM/92/08
- Evaluation of the manual handling operations regulations 1992 and guidance.  by KM Tesh and others. إدارة الصحة والسلامةContract Research Report No. 152/1997
- The principles of good manual handling: achieving a consensus by RA Graveling and others إدارة الصحة والسلامة Research Report No. 097/2003